# بنك اليمن الدولي
بنك اليمن الدولي هو أحد المؤسسات المالية في اليمن ومن اوئل البنوك الوطنية التي نشأت بعد ثورة 26 سبتمبر، في عام 1979م. يقع المقر الرئيسي للبنك في العاصمة صنعاء ويعمل من خلال ثلاثة وعشرين فرعاً على نطاق الجمهورية.

## وصلات ذات صلة
- الصفحة الرسمية.